# John Littlewood
John Edensor Littlewood, född 9 juni 1885 i Rochester, Kent, död 6 september 1977 i Cambridge, var en brittisk matematiker. Han är mest känd för de resultat som uppnåddes i hans samarbete med G. H. Hardy. Han var främst verksam inom analytisk talteori.
Littlewood blev 1928 professor i Cambridge och utgav 1926 läroboken The elements of the theory of real functions.
Littlewood invaldes 1948 som utländsk ledamot av Kungliga Vetenskapsakademien. Han tilldelades Royal Medal 1929, De Morgan-medaljen 1938, Sylvestermedaljen 1943 och Copleymedaljen 1958.